# 이스탄불의 교통

이스탄불의 철도와 BRT를 나타낸 지도

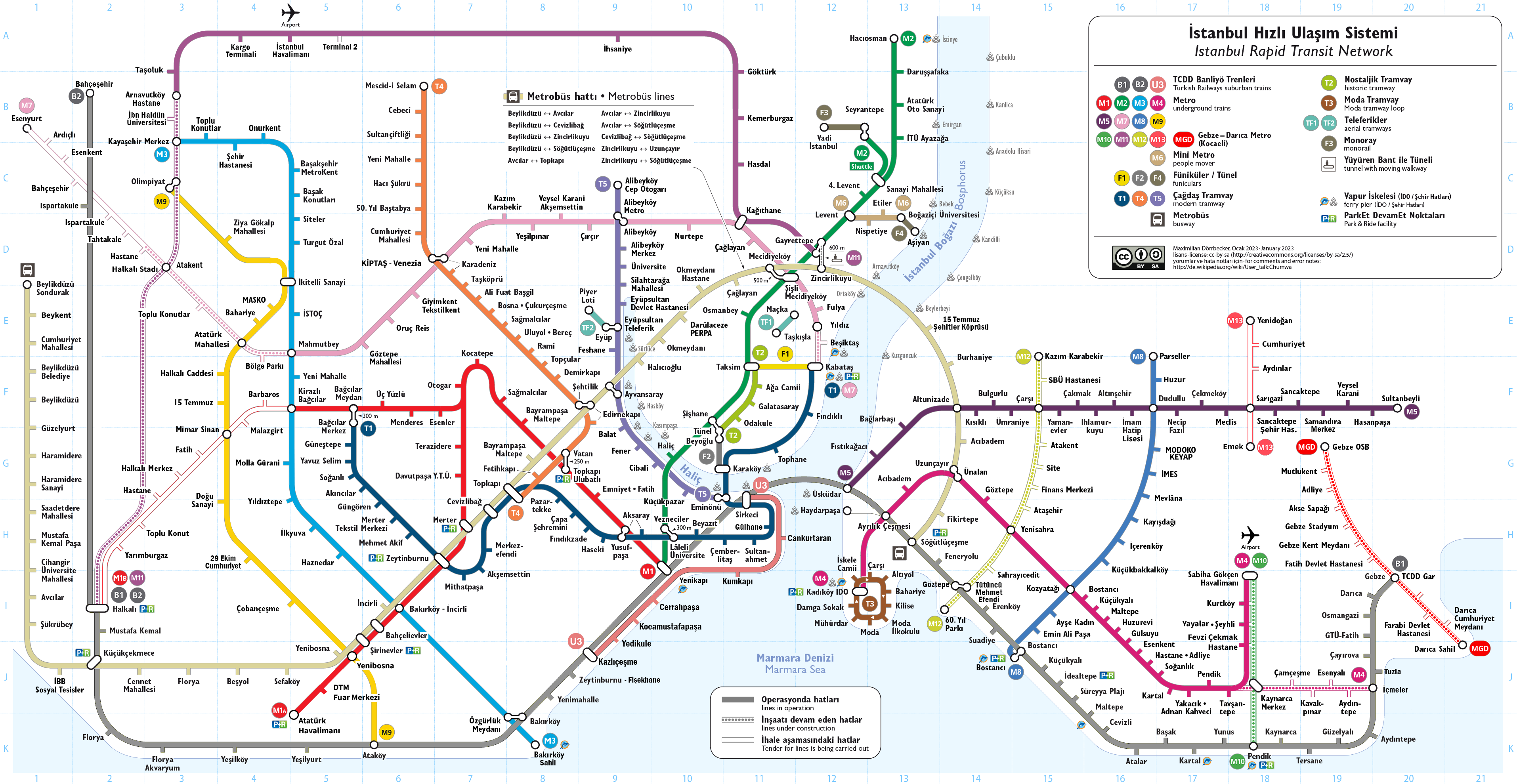
이스탄불의 철도와 BRT를 더 자세히 나타낸 지도

이스탄불의 교통은 지하철, 경전철, 전차, 강삭철도, 버스, 간선급행버스체계, 광역 전철등이 있다. 전차와 강삭철도 노선은 과거 근대 시절부터 내려오는 노선과 현대에 새로 지은 노선 두종류로 구별된다.

## 광역 전철
이스탄불에는 3개의 광역 전철이 있다. 2013년 10월 29일에는 보스포루스 해협을 지하로 횡단하는 마르마라이 선이 개통되었다.

## 전차
이스탄불 전차는 1872년 마차철도로 시작했다. 마차철도는 1912년에 운행이 종료됐다.

## 강삭철도
이스탄불에는 오르막길을 지하로 오르는 강삭철도 노선이 두개가 있다. 하나는 19세기에 지어진 튀넬이며 다른 노선은 2006년에 지어졌다.

## 버스
이스탄불에는 일반적인 버스 노선과 메트로버스라는 간선급행버스체계가 있다.

## 페리
페리는 마르마라해와 보스포러스 해협의 해안선에 위치한 27개 페리 터미널을 연결하며 15개의 노선이 있다.

## 같이 보기
- 이스탄불 공항
- 이스탄불 지하철
- 마르마라이